# Orches

Orches este o comună în departamentul Vienne, Franța. În 2009 avea o populație de 399 de locuitori.